# Leiobunum vittatum
Leiobunum vittatum is een hooiwagen uit de familie Sclerosomatidae.